# オンタリオ (カリフォルニア州)
オンタリオ（英: Ontario）は、アメリカ合衆国カリフォルニア州の南部サンバーナーディーノ郡にある都市。人口は17万5265人（2020年）。ロサンゼルス・オンタリオ国際空港があり、ショッピングセンターのオンタリオ・ミルズもある。以前はオンタリオ・モーター・スピードウェイがあった。1882年にカナダの技師ジョージ・チャッフィとその兄弟ウィリアムとチャールズによって設立されたオンタリオ・モデルコロニーから町の名前を採った。彼等は故郷のオンタリオ州に因んでその開拓地に名前を付けていた。

## 歴史
現在オンタリオとなっている地域は半遊牧のトンヴァ・セラーノ・インディアンが狩猟と採集に使っていた土地の一部だった。彼等は南はサンバーナディーノ山脈西部まで動き回っていたと言われている。まずメキシコ人が続いてアメリカ人が開拓に入ったとき、先住民の集落はバレー全体に散らばっていた。セラーノの集落の跡が隣接する現在のクレアモント市の丘陵で発見された。
ランチョクカモンガの土地所有者ティブルシオ・タピアの友人、フアン・バウティスタ・デ・アンサはスペイン政府の支配が及んでいなかったカフイラ族インディアンの援助をタピアに託した。デ・アンサに因んで名付けられた通りと中学校以外、デ・アンサとカフイラ族の遠征に関する唯一の人工物といえば、1つの構造物（オンタリオ市の静穏家屋獲得計画地域にあるイースト・マインストリート1007に今も建っている）であり、現在のところその重要さも認識されていない。1819年にサンガブリエル・ミッションの前身基地として機能した可能性のあるサンバーナディーノ・アシステンシアができた後、そこは「サンアントニオ」と呼ばれる大きくて曖昧に定義された地域の一部になった。
1826年、ジェデディア・スミスがナショナル・オールド・トレイル・ハイウェイ（現在のフットヒル・ブールバード）を通って北アメリカ西海岸への初の陸路を使った旅をして、現在のアップランドを通過した。
1834年カリフォルニアの土地に関する民間化により土地は民間人の手に渡った。1881年、チャッフィ兄弟が土地（現在アップランド市となっている土地を含む）を購入し、それに関する水利権も得た。彼等はボールディ山の丘陵からの水を低地の平たい土地に引く灌漑システムを造り、それが農夫に作物を育たせ、時折起こっていた洪水を防止する二重の機能を果たした。また主要大通りであるユークリッド・アベニュー（州道83号線）をはっきりした広い車線と草を植えた中央分離帯のある道として造った。新しい「モデルコロニー」（農業と、学校、教会、商店のある都会的慰安の完全なバランスを提供したのでこの名前がある）は当初、禁酒の町とされ、町の中でアルコール飲料の製造と販売を禁じた条項を含む初期事例となった。彼等はカナダのオンタリオ州出身だったので、この町を「オンタリオ」と名付けた。
オンタリオは農夫（主に柑橘農家）を惹き付け、乾燥した気候を求める病んだ東部人を惹き付けた。訪問者や定着の可能性のある者にオンタリオの豊富な水を印象づけるために、サザンパシフィック鉄道の駅に噴水が造られた。この噴水は旅客列車が接近した時に噴出し列車が出て行った後に節約のために止められた。当初の「チャッフィ噴水」は周りを白い石で固めた単純な水道栓だったが、後にアール・ヌーヴォー調の飾りがある「フランキッシュ噴水」に置き換えられ、現在ではオンタリオ美術館の外に置かれている。
初期の経済には農業が重要だったので、多くの通りの名前にその名残がある。柑橘類栽培地域の生きた証跡としてサンキストの工場が今も残っている。チャッフィ兄弟はオーストラリアのミルデューラとレンマークの開拓地を設立するために町を離れ、そこでも様々な成功を収めた。チャールズ・フランキッシュがオンタリオの事業を引き継いだ。
鉱山技師ジョン・テイズが「ラバ馬車」のデザインを洗練させ、1887年からはユークリッド・アベニューから24番通りまでの公共輸送に使われた。24番通りまで行くと2頭のラバを馬車の後の台に積んで、重力でオンタリオ中心街の終点まで戻らせた。これは間もなく電車が置き換わり、ラバ馬車はユークリッド・アベニューのC通り南の囲いにある複製で記念されている。
オンタリオには1891年に市政が布かれ、1906年にはノースオンタリオが分離してアップランド市となった。オンタリオは天文学的数字で成長を続け、次の半世紀の間に人口は10倍になった。1960年代の人口2万人が2007年には再度10倍になった。オンタリオは堅固なアメリカ中西部の基盤がある「ヤシの木の下のアイオワ」として見られたが、ドイツ人とスイス人の多い地域社会だった。何万人ものヨーロッパからの移民が農業をするために訪れ、1900年代初期には最初のフィリピン人や日本人の農業労働者が来て、後には養成力のある経営者技術を示した。
オンタリオはスペイン植民地や1840年代のメキシコ支配のカリフォルニーオ時代からヒスパニック系住民が2世紀以上にわたって住んでいたが、1880年代に最初のメキシコ人移民の波が訪れて鉄道産業の労働者として働き、さらに1910年代にはメキシコ革命によって次の波が訪れた。1940年代に形成された最初の青年ギャングはオンタリオの柑橘類やオリーブの果樹園で働きにきたメキシコ系アメリカ人の社会を形作った名残から生まれた。1950年代までにギャングのオンテリオ・ヴァリオ・サーが、町の政治的スキャンダルから出てきた社会的抑圧から自らを守るために結成された。また1980年代までにそのメンバーのうちの何人かがメキシコ・マフィアの然るべき地位に就いた。メキシコ系アメリカ人は州道60号線とチノ市に面した市の南部に住んでいる。

## 経済
オンタリオの町が設立されて以来の年月で、その経済は健康的リゾート地としての評判で推進されてきた。その後間もなく柑橘類農家が岩の多い土壌を活かしてレモンやオレンジを植え始めた。農業の可能性があることでブドウやオリーブを育てる農夫も惹き付けた。グラバー・オリーブ・ハウスは現在もオリーブを栽培しており、市の歴史史跡かつ最古級の設備になっている。酪農家も多く、南隣のチノにまで拡がっている。
戦前の大きな工業はゼネラル・エレクトリックの工場であり、アイロンを生産していた。第二次世界大戦の戦中と戦後は多くの郊外市と同じく住宅ブームがあった。南カリフォルニアの防衛産業が拡大したことでオンタリオ市にも多くの定住者を惹き付けた。
今日のオンタリオ市にも製造業があり、最も著名なものは懐中電灯を製造するマグライト社である。しかし、製造業は衰退しており、市経済はサービス産業と倉庫業が支配的である。オンタリオ市南部の大半は酪農家や農家が多い。しかし、この地域は現在、住宅、工業とビジネスの団地およびタウンセンターの複合的用途に使う計画が進行中であり、集合的にニュー・モデル・コロニーと呼ばれている。
オンタリオにはフェイマス・スターズ・アンド・ストラップスという衣料品会社もある。
オンタリオの包括的年間財務報告書2008年版によれば、市内の大きな雇用主トップ10は以下の通りである。
| 順位 | 雇用主                                        | 従業員数 |
| ---- | --------------------------------------------- | -------- |
| 1    | オンタリオ国際空港                            | 7,690    |
| 2    | ユナイテッド・パーセル・サービス              | 3,500    |
| 3    | Pro & Sons, Inc.                              | 1,575    |
| 4    | オンタリオ市                                  | 1,101    |
| 5    | U.S. マーチャンツ・ファイナンシャル・グループ | 1,000    |
| 6    | マグ・インスツルメント                        | 900      |
| 7    | CVB ファイナンシャル                          | 719      |
| 8    | ICEE                                          | 700      |
| 9    | マリオット                                    | 624      |
| 10   | トヨタ自動車                                  | 530      |

## 娯楽と芸能

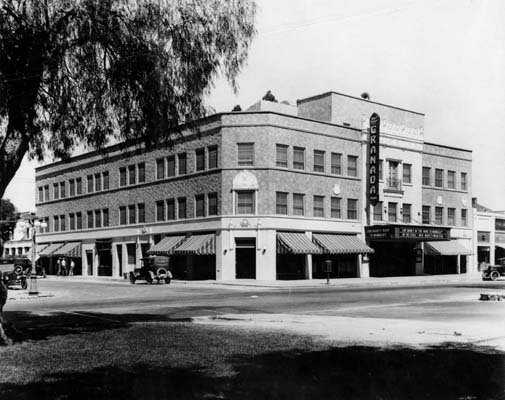
グラナダ劇場、1940年頃

グラナダ劇場は1925年に建設され、西海岸ジュニアシアターに賃貸され、1940年代までにフォックス西海岸劇場チェーンの一部となった。グラナダ劇場は著名な建築家L・A・スミスが設計した。

## スポーツ
市民ビジネスバンク・アリーナは2008年後半にオープンした競技場である。オンタリオ市が所有しているが、アンシュッツ・エンターテイメント・グループが運営している。観客席数11,000の多目的競技場であり、東海岸ホッケーリーグに所属するオンタリオ・レインがホーム会場にしている。インランド・エンパイアでは最大の屋内競技場である。
NHLのロサンゼルス・キングス傘下にあるこのチームは、大変競争の激しい南カリフォルニアにあって1試合あたり5,207人の観客を集めた。マイナーリーグのチームは時間をかけて成功事例を作る必要がある場合が多いが、オンタリオ・レインの場合は立ち上げ時からファンが強力な支持を与えている。
オンタリオ市は2010年東海岸ホッケーリーグのオールスターゲームを開催すると発表した。カリフォルニア州では2006年のフレズノや2008年のストックトンに続いてこのゲームを主催することになる。このゲームで地元経済に100万ドル以上の効果をもたらすと期待されている。

## 伝統

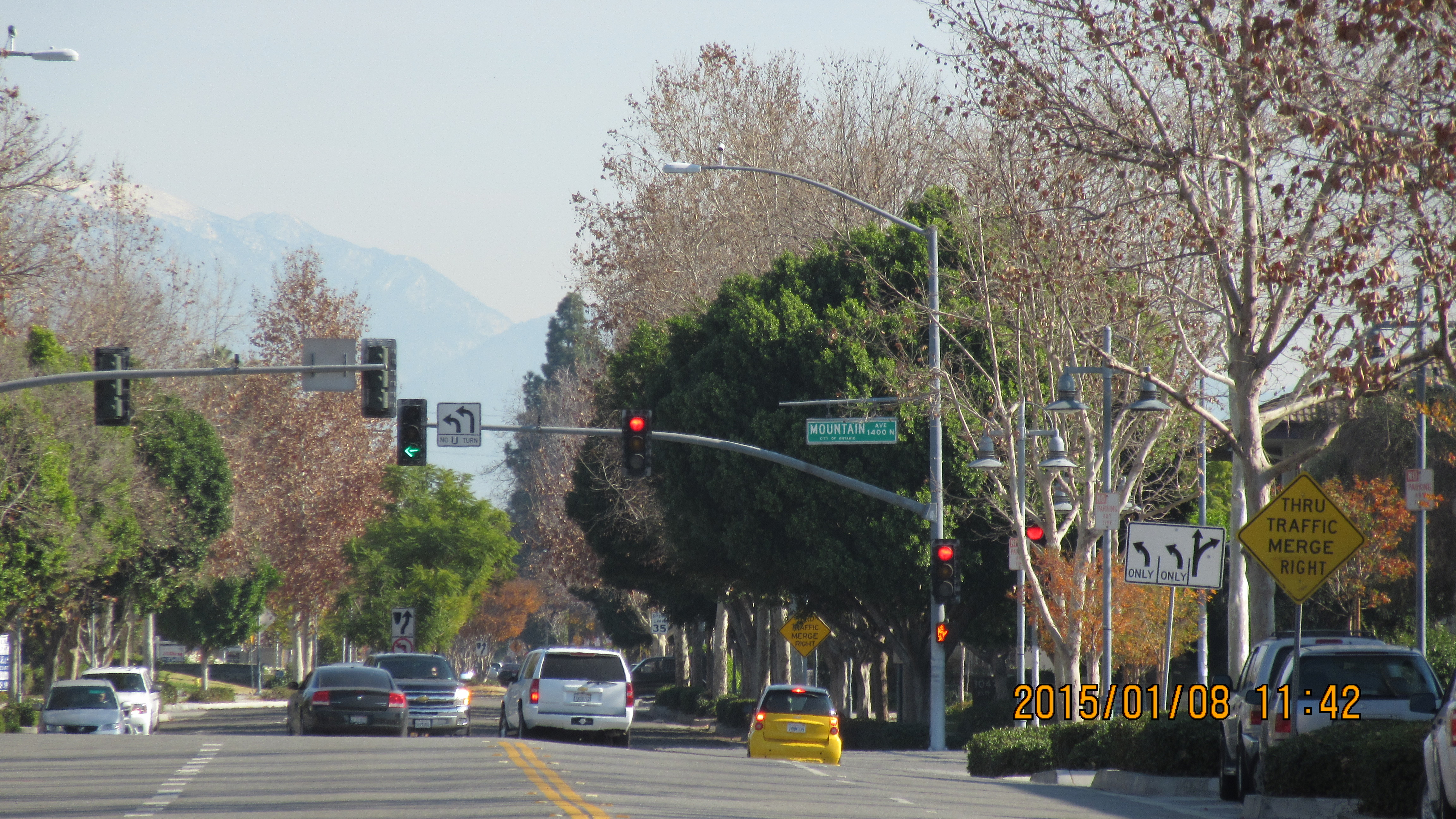
オンタリオの住宅地

1959年以降、クリスマスシーズンにユークリッド・アベニューの中央分離帯で、イエスの生涯を表彰する3次元オブジェを置いている。彫刻家ルドルフォ・ヴァルガスが制作したこのオブジェは、1998年に無神論者住民であるパトリック・グリーンから、カリフォルニア州憲法の政教分離原則に違背していると告訴されたが、民間団体がその保管費用とその設置および維持のための労働を負担することになって、問題は解決した。
独立記念日に開催される全州ピクニックは1939年に始められ、市民の様々な出自が認識されるようになった。ユークリッド・アベニューのホーソーン通りからE通りまで中央分離帯に並べられたピクニック用テーブルには大陸48州の州旗が付けられる。このピクニックは第二次世界大戦の間は中断されたが、1948年に再開されたときは12万人が訪れた。1941年の「リプリーのビリーブ・イット・オア・ノット！」ではオンタリオのピクニック用テーブルを「世界最長」と表現した。カリフォルニア州生まれの住人よりも他州からの住人の数が多くなるにつれて、人気が衰え、1981年には中断された。1991年にこの催しは市民の誇りを祝う機会として復活した。

## 地理
オンタリオは北緯34度01分10秒 西経117度37分40秒 / 北緯34.01944度 西経117.62778度に位置する。アメリカ合衆国国勢調査局に拠れば、市域全面積は49.9平方マイル (129.1 km2)であり、このうち陸地は49.8平方マイル (128.9 km2)、水域は0.1平方マイル (0.2 km2)、水域率は0.14％である。

## 人口動態
以下は2000年の人口統計データである。
| 基礎データ - 人口: 158,007人 - 世帯数: 43,525世帯 - 家族数: 34,689家族 - 人口密度: 1,225.5/人/km2（3,173.9人/mi2） - 住居数: 45,182軒 - 住居密度: 350.4軒/km2（907.6軒/mi2） 人種別人口構成 - 白人: 47.83% - アフリカン・アメリカン: 7.51% - ネイティブ・アメリカン: 1.06% - アジア人: 3.88% - 太平洋諸島系: 0.37% - その他の人種: 34.05% - 混血: 5.30% - ヒスパニック・ラテン系: 59.88% 年齢別人口構成 - 18歳未満: 34.4% - 18-24歳: 11.2% - 25-44歳: 32.4% - 45-64歳: 16.1% - 65歳以上: 5.9% - 年齢の中央値: 28歳 - 性比（女性100人あたり男性の人口） - 総人口: 100.6 - 18歳以上: 98.7 | 世帯と家族（対世帯数） - 18歳未満の子供がいる: 49.4% - 結婚・同居している夫婦: 56.9% - 未婚・離婚・死別女性が世帯主: 15.5% - 非家族世帯: 20.3% - 単身世帯: 15.1% - 65歳以上の老人1人暮らし: 4.6% - 平均構成人数 - 世帯: 3.60人 - 家族: 3.96人 収入と家計 - 収入の中央値 - 世帯: 42,452 米ドル - 家族: 44,0310米ドル - 性別 - 男性: 31,664米ドル - 女性: 26,069米ドル - 人口1人あたり収入: 14,244米ドル - 貧困線以下 - 対人口: 15.5% - 対家族数: 12.2% - 18歳未満: 19.1% - 65歳以上: 7.6% |

## 政治

### 市政府
市政は5人の委員からなる市政委員会によって行われている。現市長のポール・S・レオンは2005年に選出され、2006年11月にも再選されたが、オンタリオでは初のヒスパニック系市長となった。
市の最近の包括的年間財務報告書に拠れば、市の歳入は3億9,940万ドル、歳出は3億530万ドル、総資産16億600万ドル、総負債3億1,760万ドル、現金と投資額4億1,240万ドルである。

### 州と連邦政府
カリフォルニア州議会上院では第32選挙区に属する。また下院では第61選挙区に属する。連邦議会下院では州第43選挙区に属している。クック投票動向指数では民主党+13である。2008年時点では全て民主党議員が代表を務めている。

### 教育
オンタリオ市には小学校25校、中学校6校および高校5校があり、4つの教育学区が管轄している。市内には幾つかの私立学校の他に2つの私立軍人養成学校がある。また9つの専修学校もある。キリスト教系4年制の教養カレッジであるプロビデンス・クリスチャン・カレッジが2005年に開校した。ラベルヌ大学法科カレッジとチャフィ・カレッジ・オンタリオ・キャンパスが市内中心街にある。チャップマン大学はオンタリオ・ミルズ・モール近くにサテライトキャンパスを構えている。

## 交通

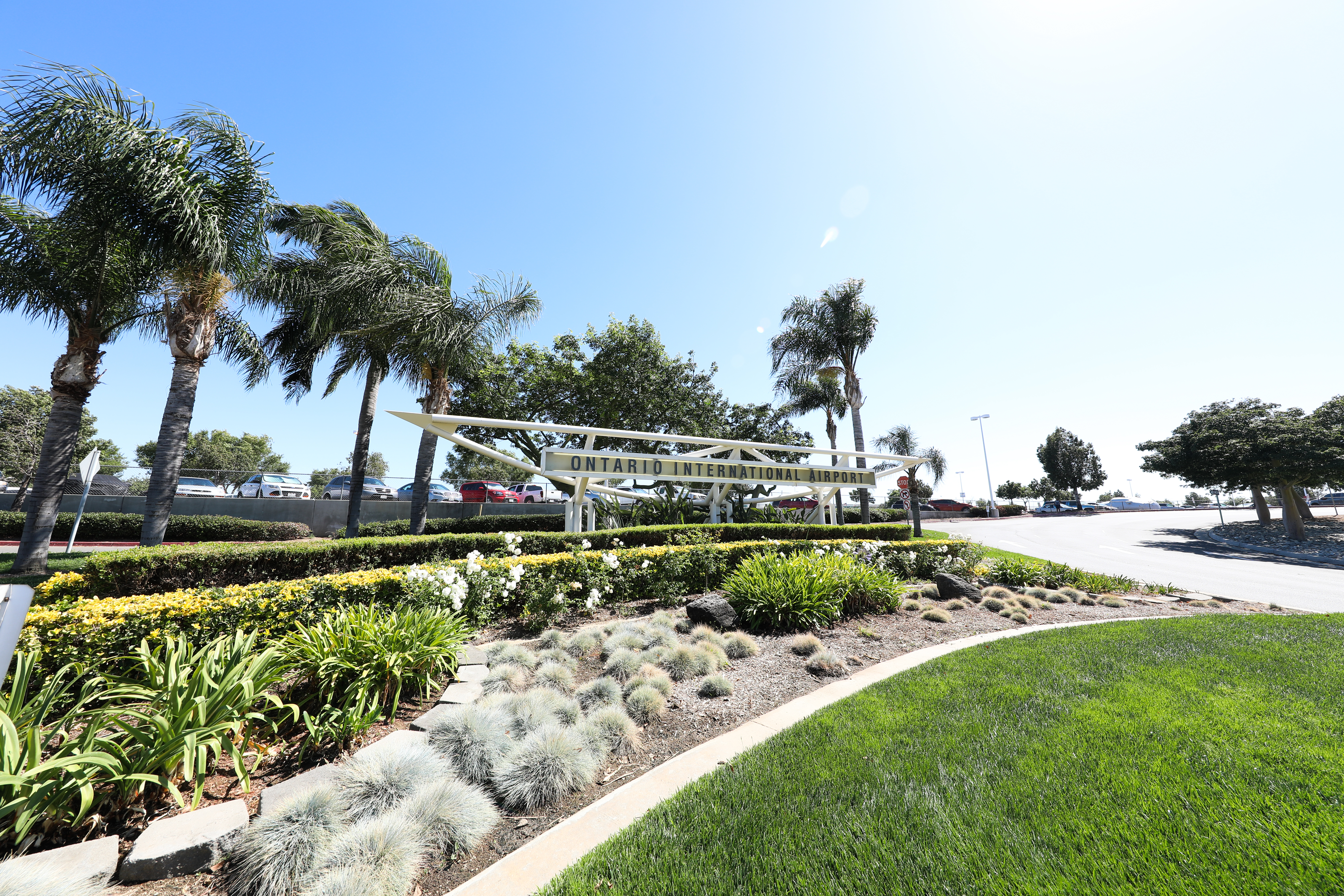
オンタリオ国際空港

オンタリオ国際空港からは、国内便とある程度の国際便が利用できる。多くの製造会社や倉庫が市内にあるので、特にフェデックスやUPSの貨物便の中継空港としても機能している。空港はロサンゼルス市が所有している。
オンタリオ市は旅客や貨物の中継点であるので、主要高速道路も通っている。州間高速道路10号線とポモナ・フリーウェイ（カリフォルニア州道60号線）が市内を東西に走っている。州間高速道路10号線はオンタリオ空港の北、ポモナ・フリーウェイは南にある。州間高速道路15号線は市の東部を南北に走っている。州道83号線はユークリッド・アベニュとも呼ばれ市の西部を南北に走っている。
市内のヘイブン・アベニュー近くにメトロリンクの駅がある。この線でロサンゼルス都市圏、オレンジ郡およびサンフェルナンド・バレーの多くの場所に行くことができる。オムニトランスがバス便を運行している。

## 姉妹都市
オンタリオ市は世界の4つの都市と姉妹都市を結んでいる。
- カナダ、オンタリオ州ブロックビル1977年から
- メキシコ、シナロア州グアムチル1982年から
- メキシコ、シナロア州モコリト1982年から
- スイス、ヴィンタートゥール1982年から

## 著名な住人
- ホビー・アルター、サーフボードの初期製造者、双胴船製作者
- ロッド・バラハス、MLB選手
- ジム・ブラルト、政治家[10]
- ヘンリー・バーンステッド、映画の監督兼美術監督、アカデミー賞受賞
- ビバリー・クリアリー、著作家、1974年ニューベリー賞受賞、著書にThe Luckiest Girlと自伝My Own Two Feet
- クレ・クーイマン、元サッカー選手
- ハリー・チェンバリン、電子キーボードの「チェンバリン」を発明[11]
- デル・クランドール、MLB選手
- ランドン・ドノバン、メジャーリーグサッカーの選手、ロサンゼルス・ギャラクシーとイギリス・プレミアリーグのエヴァートンFC
- プリンス・フィルダー、MLB選手
- アナ・パトリシア・ゴンザレス、テレビ番組Nuestra Belleza Latina 2010(Our Latin Beauty 2010)の勝者
- ロバート・グレッティンガー、作曲家
- アラン・ハスクビッチ、教育者、著作家、国立教育者の殿堂入り[10]
- ニック・レイバ、MLB選手、監督[12]
- クリスチーナ・"T"・ロペス、歌手、女優、元ラテンの女性ダンスポップ・バンドである「ソルナ」に所属
- アンソニー・ムーニョス、元アメリカンフットボール選手、1998年にプロフットボール殿堂入り
- アル・ニューマン、MLB選手[13]
- ダグラス・ノースウェイ、オリンピックの水泳で金と銅メダル[14]
- ジョーイ・スカーベリー、歌手[15]
- ロバート・ショウ、指揮者[16].
- マイク・スウィーニー、MLB選手、オンタリオ高校に入学し、1991年にその野球チームを無敗のまま州選手権の優勝にまで導いた[17].
- ジョセフ・ウォンボー、著作家[10]
- ローレンス・ D・エリオット、著作家[18]
- ロニ・エバンス、ポルノ俳優
- フランク・ザッパ、音楽家